# Moserella
Moserella is een monotypisch geslacht van schimmels uit de familie Pezizellaceae. De typesoort is Moserella radicicola. De schimmel groeit in de beschadigde mycorrhiza-wortelpunten van de fijnspar (Picea abies).